# Chiến dịch Bão Sấm Đen
Chiến dịch Bão Sấm Đen là một chiến dịch mở đầu vào ngày 26/4, 2009 do Quân đội Pakistan tiến hành, với mục tiêu là chiếm lại Buner, Hạ Dir, Swat và Shangla từ tay Taliban sau khi phiến quân giành kiểm soát vùng đất vào đầu năm 2009.

## Taliban tiến gần đến thủ đô Pakistan
Theo sau quy ước hòa bình, khu Swat gần như rơi dưới sự kiểm soát của Taliban vào cuối tháng 2 năm 2009, sau đó các phiến quân mở rộng lãnh thổ qua các khu khác và chiếm được Buner vào giữa tháng 4, Hạ Dir và Shangla. Với sự kiểm soát của Taliban, phiến quân đã ở 96 km cách thủ đô của Pakistan, Islamabad. Điều này gây báo động cho các quốc gia Tây phương, đặc biệt là Hoa Kỳ, về việc Pakistan sụp đổ và chiến thắng của Taliban sẽ là vấn đề thời gian. Chính phủ bị chỉ trích nặng nề cho việc thương lượng hòa bình với phiến quân. Với sức ép từ Washington, chính phủ Pakistan tiến hành một cuộc hành quân vào cuối tháng 4 để chiếm lại tất cả lãnh thổ đã mất những tháng trước đó.